# Guerra anglo-zanzibaresa
La guerra anglo-zanzibaresa va enfrontar el Regne Unit i el Sultanat de Zanzíbar el 27 d'agost de 1896. El conflicte va durar 38 40 o 45 minuts segons les fonts, motiu pel qual es considera que és la guerra més curta mai lluitada. La victòria britànica va suposar la fi del Sultanat de Zanzibar en tant que estat independent i l'inici d'un període de forta dominació britànica.

## Antecedents
Després que el Sultà Hamad bin Thuwain, que havia cooperat voluntàriament amb l'administració colonial britànica, morís el 25 d'agost, el seu nebot, Khalid bin Bargash, va aconseguir el poder, acció que es podia considerar com un cop d'estat. Els britànics estaven a favor d'un altre candidat, Hamud bin Muhammed, amb qui creien que podrien establir una millor col·laboració, i ordenaren Bargash que abdiqués; però aquest refusà l'ordre i va formar un exèrcit d'uns 2.800 homes i el iot armat H.H.S. Glasgow que pertanyia a l'anterior sultà i que es trobava ancorat en el port. Mentre les tropes de Bragash es preparaven per a fortificar el palau, la Flota Reial Britànica havia col·locat cinc vaixells de guerra en el port, just davant del palau, i havia fet arribar a terra grups de Marines Reials.

## La guerra
Tot i els esforços d'última hora del sultà per tal de negociar la pau mitjançant la intervenció dels EUA, els vaixells de la Marina Reial obriren foc contra el palau el matí del 27 d'agost, després que l'ultimàtum britànic vencés a les 9 hores. Amb el palau caient a trossos i amb un nombre de baixes entre els seus soldats que augmentava per moments, Khalid bin Bargash va aconseguir refugiar-se al consolat alemany on se li concedí asil i amb el qual va poder exiliar-se a Dar es Salaam on visqué fins que va ser capturat pels britànics el 1916.
Les canonades van aturar-se al cap de 45 minuts, durant els quals, a més de la destrucció del palau, el iot Glasgow va ser enfonsat. La rapidesa amb què es va resoldre el conflicte va fer que es conegui amb el sobrenom de la "Guerra més curta de la història."

## Conseqüències
Més endavant es permeté a Khalid bin Bargash viure a Mombasa, on va morir el 1925.